# Macrobathra allocrana
Macrobathra allocrana är en fjärilsart som beskrevs av Turner 1916. Macrobathra allocrana ingår i släktet Macrobathra och familjen fransmalar. Inga underarter finns listade i Catalogue of Life.